# Тадеуш Дембончик
Тадеуш Дембончик (пол. Tadeusz Dembończyk, 23 грудня 1955 — 11 лютого 2004) — польський важкоатлет.
Бронзовий призер Олімпійських Ігор 1980 року в категорії 56 кг.